# Greater (flaming)

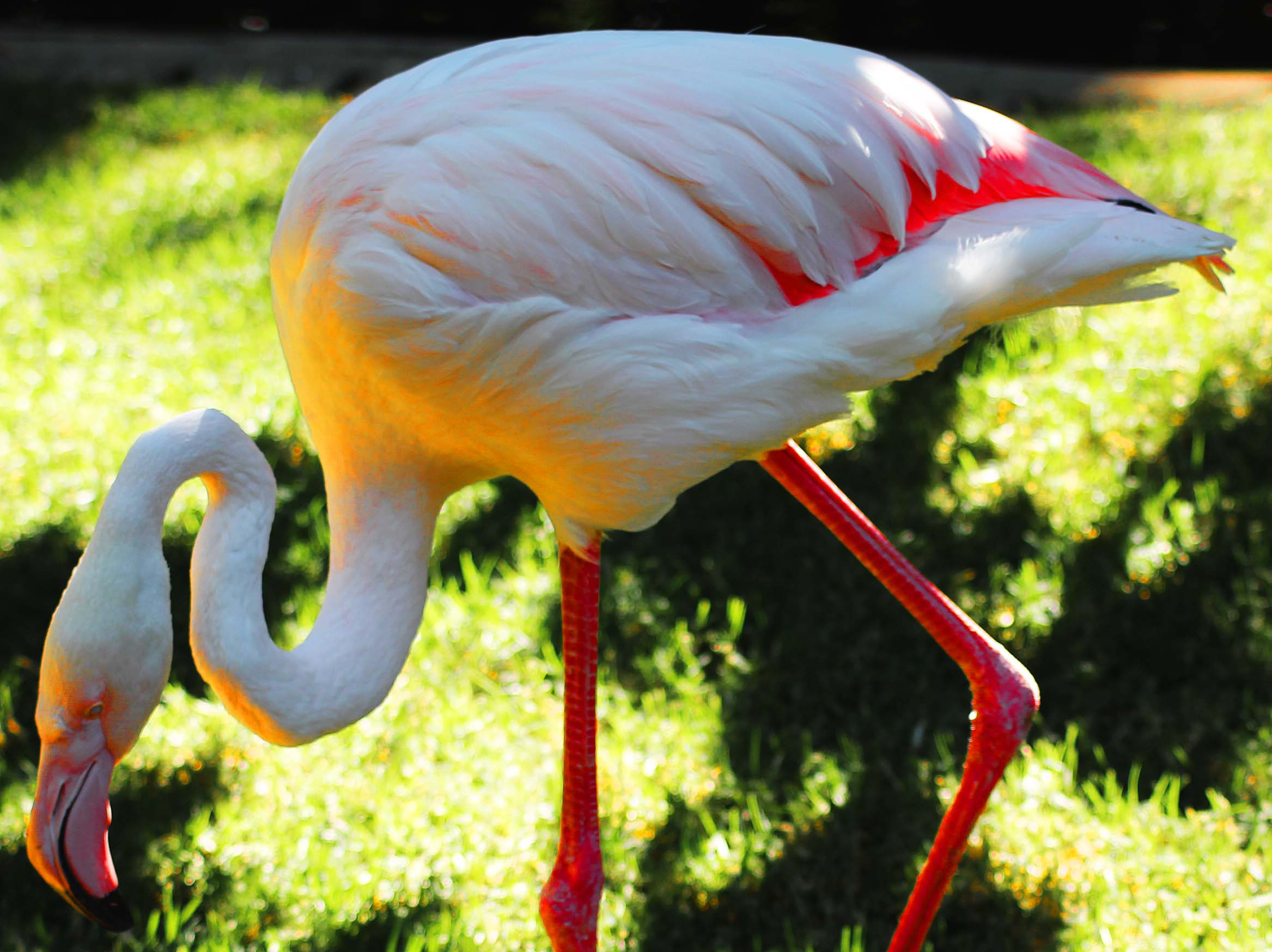
Greater sfotografowany w 2013 roku

Greater (przed 1933 - 31 stycznia 2014) – najstarszy znany flaming różowy.  Greater spędził większość życia w Adelaide Zoo w Adelaide w Australii Południowej.  Szacuje się, że Greater miał ponad 80 lat w momencie jego śmierci.

## Historia
Greater przybył do Adelaide w 1933 już jako dorosły ptak, dokładna data urodzenia nie jest znana.  W 2008 flaming został brutalnie pobity przez grupkę młodzieży która włamała się do zoo, Greater miał uszkodzoną szyję, głowę i oko.
W 2014 stan zdrowia i jakość życia flaminga pogorszyła się na tyle znacząco, że 31 stycznia został on uśpiony.  Greater był najstarszym znanym flamingiem różowym, szacuje się, że miał ponad 80 lat.